# Colletes zygophyllum
Colletes zygophyllum är en biart som beskrevs av Kuhlmann 2007. Colletes zygophyllum ingår i släktet sidenbin, och familjen korttungebin. Inga underarter finns listade i Catalogue of Life.